# Cosroes I
Cosroes I (em grego: Χοσρόης; romaniz.: Chrosróes; em latim: Chosroes; em armênio: Խոսրով; romaniz.: Χosrov; em parta: 𐭇𐭅𐭎𐭓𐭅; romaniz.: Χusrow), também chamado Cosroes, o Justo (em persa: انوشیروان عادل, Anushiravān-e-ādel) ou Cosroes da Alma Imortal (em persa: انوشيروان دادگر; romaniz.: Anushiravān-e-dādgar), foi o vigésimo xá do Império Sassânida, governando de 531 a 579. Reinou por 48 anos, sendo antecedido por seu pai Cavades I e foi sucedido por Hormisda IV.
Fundou muitas cidades e construiu majestosos palácios. Supervisionou a reparação das rotas de comércio, bem como a construção de inúmeras pontes e barragens. Durante o reinado do ambicioso Cosroes I, a arte e a ciência floresceram na Pérsia e o Império Sassânida atingiu o auge de glória e de prosperidade.

## Nome
Osroes (em grego: Οσρόης, Osróēs) ou Cosroes (Χοσρόης, Chosróēs) é a variante grega e latina do parta e persa médio Cusrou (𐭇𐭅𐭎𐭓𐭅, Xusrōw) ou Cusrau (Xusraw), que por sua vez deriva do avéstico Haosraua (Haosrauuah), "aquele que tem boa fama". Foi registrado em armênio como Cosrove (Խոսրով, Xosrov), em árabe como Quisra (كسرى, Kisra) em persa novo como Cosrove (خسرو, Ḫosrow).

## Início da vida
De acordo com um relato, Cosroes I era filho de Cavades I com uma jovem camponesa, e portanto, considerado indigno de herdar o trono de seu pai. Seus irmãos (Xerxes, Caoses e Zames) contestaram seu direito, de modo que Cosroes I os matou (cerca de 532). Ele parece ter tido grande influência sobre seu pai Cavades I (r. 488-496; 499-531) e ajudou-o nas piores situações durante os últimos anos de seu reinado. Ele estava também aparentemente por trás de muitas decisões de seu pai.
De acordo com o historiador romano Procópio de Cesareia, Cavades I tentou fazer com que seu terceiro filho Cosroes fosse adotado pelo Imperador Romano do Oriente Justino I, em meados da década de 520. Esta é a primeira vez que Cosroes é mencionado nas fontes. Após os romanos e persas não terem chegado a um acordo quanto à adoção, uma nova guerra começou em 526 e durou até 532.

## Conquistas

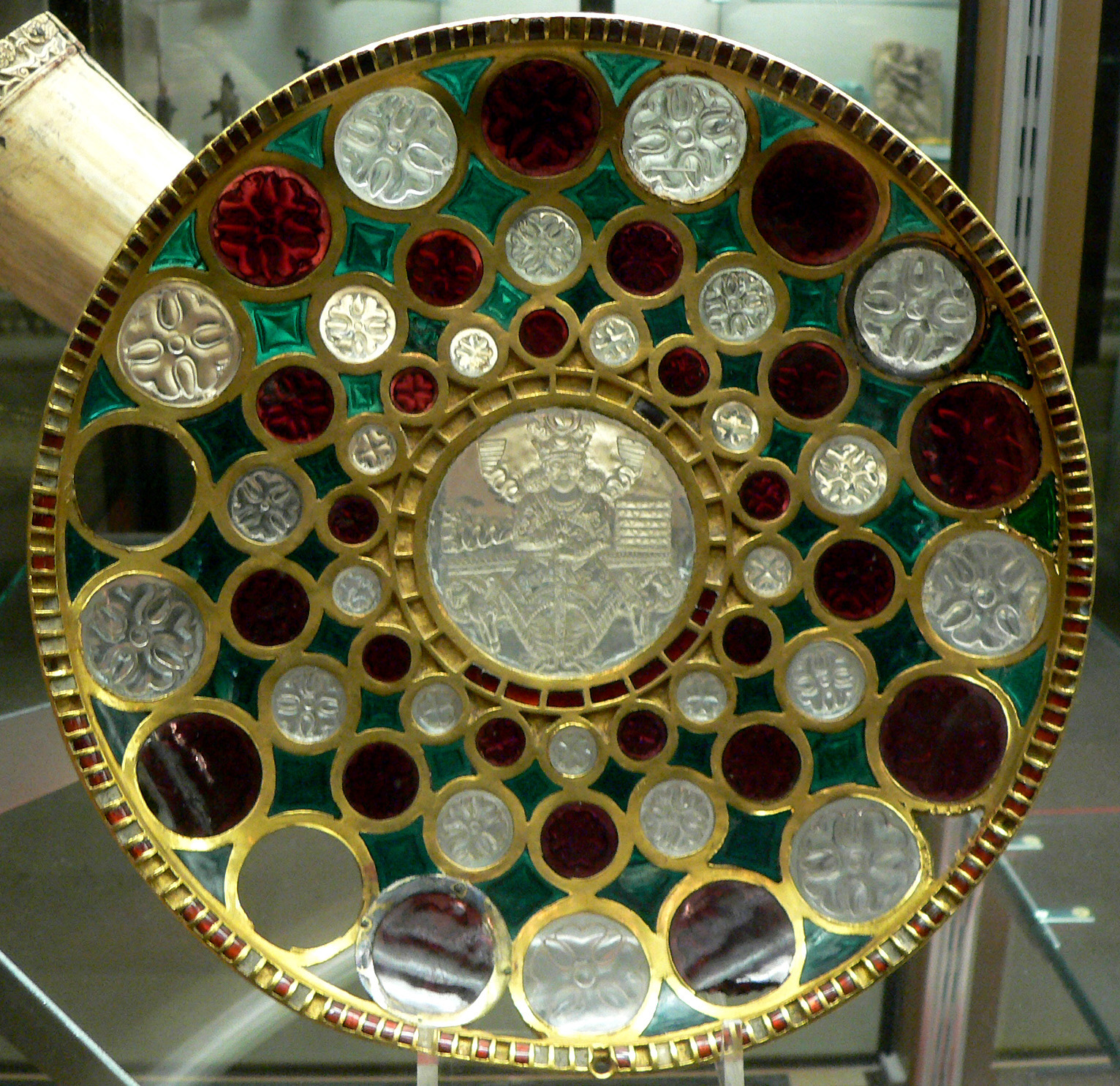
Tigela de Ouro de Cosroes I, conhecida também como Tigela de Salomão

No início do seu reinado Cosroes I firmou o acordo da "Paz Eterna", com o Imperador romano Justiniano I (527–565), em 532, que queria ter suas mãos livres para a conquista do Norte da África e da Sicília. Mas (de acordo com Procópio de Cesareia) seus triunfos contra os vândalos e godos motivaram Cosroes I a iniciar uma nova guerra em 540.
Ele invadiu a Síria (província romana) e saqueou a grande cidade de Antioquia, deportando sua população para a Mesopotâmia, onde construiu para eles uma nova cidade perto de Ctesifonte sob o nome de "Antioquia de Cosroes (Cosro-Antioquia). Durante os anos seguintes ele garantiu a defesa da Lázica e lutou de maneira inconcludente na Mesopotâmia.
Durante a guerra contra os romanos (540-545), os zoroastristas perseguiram os cristãos da Pérsia. Dentre as vítimas, conta-se o patriarca Mar Aba I, que foi preso, e a quem foi oferecida a liberdade caso ele parasse de fazer conversões, mas ele recusou, permanecendo preso.
Em 545, foi celebrado um armistício, mas, em 547, a região da Lázica retornou à influência romana e a Guerra Lázica recomeçou, continuando até que uma trégua foi acordada em 557. Finalmente, em 562, uma paz foi concluída por cinquenta anos, em que os persas deixavam a Lázica para os romanos e prometiam não perseguir os cristãos se eles não tentassem fazer prosélitos entre os zoroastristas; por outro lado, os romanos tinham de pagar as subvenções anuais a Pérsia.
Entretanto, a leste, os heftalitas haviam sido atacados pelos turcomanos (Goturcos). Por volta de 560, Cosroes I juntou-se a eles para destruir o Império Heftalita. Em 567 ele conquistou a Báctria, e deixou a região ao norte do rio Oxo para os turcomanos. Muitas outras tribos rebeldes foram subjugadas. Por volta de 570 a dinastia Himiarita do Iêmen, que tinha sido subjugada pelos etíopes do Império de Axum, pediram ajuda a Cosroes I. O Imperador Cosroes enviou uma frota com um pequeno exército sob o comando de Uarizes, que expulsou os etíopes. Desde então, até as conquistas pelo Islã, o Iêmen ficou dependente da Pérsia, e um governador persa residiu no país. Em 572, a Armênia e o Reino da Ibéria rebelaram-se contra a Pérsia, com o apoio dos romanos, dando início a uma nova guerra na qual Cosroes I conquistou a cidade de Dara, às margens do rio Eufrates, em 573, mas depois de uma mal sucedida incursão em grande parte da Anatólia, em 576, ele foi severamente derrotado pelos romanos em uma batalha perto de Melitene. Ele pediu pela paz em 579, mas enquanto as negociações com o imperador Tibério II (r. 578–582) estavam ainda em andamento, Cosroes I morreu e foi sucedido por seu filho Hormisda IV (r. 579–590).

## Tolerância religiosa

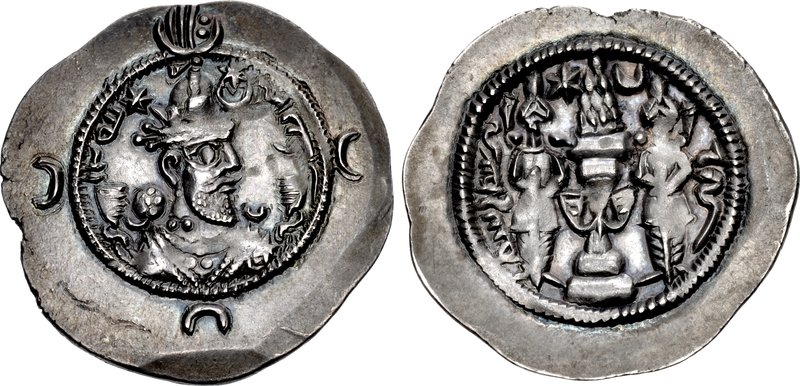
Dracma de Cosroes I

Embora Cosroes I tivesse nos últimos anos de vida de seu pai extirpado os hereges e os seguidores persas do mazdaquismo, ele era um sincero adepto da ortodoxia zoroastrista e até mesmo ordenou que o texto sagrado da religião, o Avestá fosse codificado, mas ele não era um fanático ou propenso à perseguições. Ele tolerou cada conversão cristã. Quando um de seus filhos se rebelou por volta de 550, e foi feito prisioneiro, ele não o executou, nem puniu os cristãos que provavelmente o tinham apoiado.
À exceção do período de guerra contra os romanos, Cosroes foi tolerante com os cristãos.
Após Justiniano I ter fechado a Academia de Atenas, um dos últimos locais do paganismo no Império Romano, os últimos sete professores de Neoplatonismo emigraram para a Pérsia, em 531. Mas eles logo descobriram que nem Cosroes I, nem seu Estado correspondiam ao ideal platônico, e Cosroes I, em seu tratado com Justiniano I, estipulou que eles deveriam retornar sem serem molestados.

## Reformas
Cosroes I introduziu um sistema racional de taxas, com base em um levantamento de propriedades de terras, que seu pai tinha iniciado, e tentou de todas as maneiras aumentar o bem-estar e as receitas do seu império. Na Babilônia ele construiu ou restaurou os canais. Seu exército era disciplinarmente superior ao dos romanos, e aparentemente eram bem pagos. Ele era também interessado por discussões literárias e filosóficas. Em seu reinado foi introduzido o xadrez, por intermédio do subcontinente indiano, e vários livros foram trazidos da Índia e traduzidos para o pálavi. Alguns destes mais tarde encontraram seu caminho na literatura do mundo islâmico. Seu famoso ministro Burzoe traduziu o Panchatantra indiano do sânscrito para o pálavi e deu-lhe o nome de Kelileh va Demneh, que mais tarde, a partir de sua versão persa, foi transmitida para a Arábia e a Europa.